# 勒贝
勒贝（法語：Le Bez）是法国南部-比利牛斯大区 塔恩省的一个市镇，属于卡斯特尔区 布拉萨克县。该市镇2009年时的人口 为831人。

## 人口
勒贝人口变化图示
| 数据来源：INSEE |